# Microsoft Train Simulator
Microsoft Train Simulator (MSTS) is een simulatiespel van Microsoft. In het spel is het de bedoeling dat men vanuit een nagemaakte cabine van een echte locomotief de trein bestuurt. De speler hoort daarbij ook alle geluiden die in de werkelijkheid te horen zijn. In het spel moet de speler letten op wissels, seinen, snelheid en dergelijke.
MSTS heeft de prijs 'Readers Awards Choice 2001' van het blad Model Railroader gewonnen.

## Routes
Een route is een traject dat in MSTS is nagebouwd. Meestal bestaat dit spoor echt, maar in sommige gevallen zijn de routes fictief en rijdt men over een stuk spoor dat in werkelijkheid niet bestaat. De zes routes die standaard deel uitmaken van MSTS (ook wel de zes standaardroutes genoemd) zijn allemaal gebaseerd op werkelijk bestaande spoorlijnen.
In MSTS zijn de volgende routes te berijden:
- Hisatsu Line
- Oriënt-Express
- Marias Pass
- Northeast Corridor
- Settle & Carlisle Line
- Tokyo → Hakone

Het is echter mogelijk om routes aan het spel toe te voegen. Routes worden onder andere verstrekt via een download of via een cd-rom. Deze dienen in de map "ROUTES" in de MSTS-map te worden geplaatst.
Sommige bedrijven maken routes voor MSTS. Deze uitbreidingen worden vaak aangeduid als payware, terwijl de meeste downloads freeware zijn.

## Materieel
Men kan in het spel drie verschillende soorten locomotief besturen:
- Stoomlocomotief: Golfsdorf 380, Flying Scotsman
- Diesellocomotief: GE CW 44-9, GP 38, SD 40-2, Class 50, Dash 9
- Elektrische treinen: HHP-8, Acela Express, series 2000, series 7000LSE

Ook zijn diverse treinstellen te besturen en kan men de wagons achter de locomotief veranderen.
De mogelijkheid om extra materieel te downloaden of te kopen is ook hier aanwezig. Voor MSTS is zeer veel materieel aanwezig voor download, uit alle landen van de wereld, van stoom tot elektrisch, van locomotief tot treinstel.

## Updates
Microsoft heeft voor MSTS maar één update gemaakt, namelijk versie 1.4. Hiermee worden een aantal fouten in de software van het spel (bugs) verholpen en heeft men de cd niet langer nodig als men wil gaan rijden.

## MSTSbin
Een andere onofficiële update van MSTS is MSTSbin. MSTSbin voegt een aantal functies toe, onder andere een nachtcabine, de mogelijkheid om van cabine te wisselen en om meerdere stroomafnemers onafhankelijk van elkaar te besturen.

## Route- en Cab Editor
Het is in het spel ook mogelijk om zelf trajecten te maken. Men kan daarbij zelf de rails aanleggen en bepalen waar de stations komen te staan en hoe ze heten. Ook de omgeving kan naar eigen smaak ingericht worden. Als een gewenst gebouw of auto er niet tussen staat, kan men die zelf aanmaken en in zijn omgeving plaatsen.
Het is in het spel ook mogelijk zelf treinen aan te maken. Tevens kan men de standaard meegeleverde treinen naar wens aanpassen. Men kan bijvoorbeeld hendels en knoppen toevoegen of verwijderen. Vervolgens kan er ook mee gereden worden.

## Nederlandse uitbreidingen voor MSTS
Er kunnen ook Nederlandse treinen en routes aan MSTS worden toegevoegd. Een voorbeeld hiervan zijn de verschillende treinen die gemaakt zijn door Chris Longhurst. Deze kunnen alle worden gedownload van de website van ChrisTrains.
Bekende routes van MSTS zijn onder andere Amsterdam-Enkhuizen van René Wiggerts, Utrecht - Arnhem/Eindhoven van Erwin Raasveld en Den Haag-Schiphol van Wouter Nijhof. Beide routes zijn zeer gedetailleerd en zijn (voor zover mogelijk in MSTS) naar de werkelijkheid nagemaakt.
Er zijn ook vele andere websites vanwaar treinen en routes gedownload kunnen worden.

## Systeemvereisten
- Windows 95 / 98 / Me / 2000 / XP Windows 10
- 266 MHz-processor
- 32 MB-RAM voor Windows 95, 98 en ME
- 64 MB-RAM voor Windows 2000 / XP
- 4 MB-3D-kaart
- DirectX 7.0a
- Dvd/cd-drive snelheid 4x
- Geluidskaart, luidsprekers of hoofdtelefoon
- Minimaal 500 MB of 1,5 GB ruimte voor volledige installatie
- Computermuis
- Een internetaansluiting (voor downloads en updates)

Bovenstaande zijn minimale systeemvereisten. Eventuele gedownloade routes kunnen een stuk "zwaarder" zijn, waardoor MSTS bij een trage computer zeer schokkerig wordt of zelfs vastloopt.

## Microsoft Train Simulator 2
Microsoft kondigde op de website van Train Simulator een nieuwe versie van het computerspel aan, gebaseerd op het systeem van Microsoft Flight Simulator. Microsoft maakte ook bekend dat deze nieuwe versie zal werken onder Windows Vista. In januari 2009 meldde Microsoft echter dat de ontwikkeling van het spel op de lange baan is geschoven.